# أرماندو أناستاسيو
أرماندو أناستاسيو (بالإيطالية: Armando Anastasio)‏ هو لاعب كرة قدم إيطالي في مركز الدفاع، ولد في 24 يوليو 1996 في نابولي في إيطاليا. لعب مع نادي بادوفا ونادي بارما ونادي نابولي.

## وصلات خارجية
- أرماندو أناستاسيو على موقع قاعدة بيانات كرة القدم.إي يو (الإنجليزية)
- أرماندو أناستاسيو على موقع Soccerway.com (الإنجليزية)